# Aitor Osa

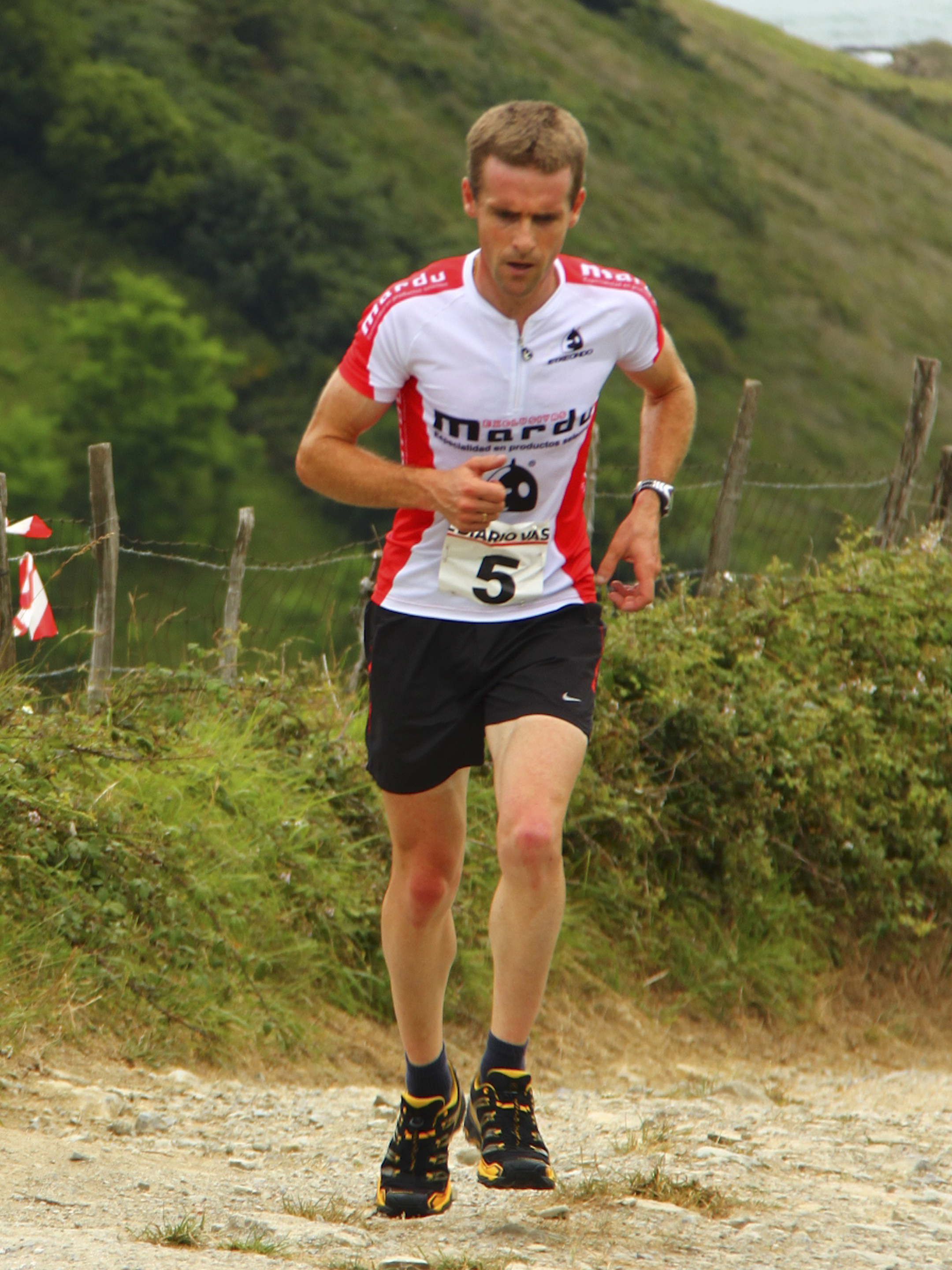
Aitor Osa

Aitor Osa Eizaguirre (* 9. September 1973 in Zestoa) ist ein ehemaliger spanischer Radrennfahrer.

## Sportliche Laufbahn
Aitor Osa begann seine Karriere 1995 bei dem baskischen Team Euskadi. Nach zwei Jahren wechselte er zu Banesto; 1998 belegte er bei dem populären spanischen Rennen Subida al Naranco Platz drei. Dort konnte er 2001 seinen ersten Profisieg einfahren, als er die vierte Etappe der Portugal-Rundfahrt gewann. Im folgenden Jahr gewann er eine Etappe der Baskenland-Rundfahrt und sicherte sich den Gesamtsieg. Auch bei der Vuelta a La Rioja und wiederum bei der Portugal-Rundfahrt war er auf Tagesabschnitten erfolgreich. Ein Jahr später wurde er Zweiter bei der Flèche Wallonne. 2004 nahm er einmalig an der Tour de France teil und beendete sie auf dem 50. Gesamtplatz. 2006 beendete er seine Radsport-Laufbahn.
Aitor ist der ältere Bruder von Unai Osa, mit dem er lange Zeit im selben Team fuhr.

## Palmarès
2002
- Baskenland-Rundfahrt inkl. eine Etappe

## Teams
- 1995–1996 Euskadi
- 1997–2000 Banesto
- 2001–2003 iBanesto.com
- 2004 Illes Balears-Banesto
- 2005 Illes Balears-Caisse d’Epargne
- 2006 Liberty Seguros-Würth